# Yaki Yen
Yaki Aithamy Yen Tavio (n. Puerto del Rosario, España, 21 de abril de 1989) es un futbolista taiwanés, de origen español. Juega como defensor central en el Chongqing Tongliang Long de la Primera Liga China y es internacional por la selección de China Taipéi.

## Trayectoria
Es un jugador formado en la UD Fuerteventura y más tarde formaría parte de las plantillas de Lucena CF, Atlético Granadilla, UD Pájara Playas de Jandía y Club Deportivo El Cotillo con el que llegaría a jugar en Tercera División durante 4 temporadas y en el que Yaki compaginó el fútbol con el trabajo de cocinero en un restaurante. 
Yaki Yen, de madre canaria y padre taiwanés, es internacional con Taiwán desde 2015. Tras una trayectoria en el fútbol modesto español, en 2016 el central canario pasó de jugar en Tercera División con el Club Deportivo El Cotillo a competir en la Superliga de China con el Changchun Yatai en el que jugaría durante la temporada 2016-17.
En 2018, tras disputar dos temporadas con el Changchun Yatai en la Superliga de China, abandonaría el club chino para jugar en las filas del Qingdao Huanghai de la China League One.
Durante la temporada 2019-20, tras dos temporadas en la Segunda División china, consigue el ascenso a la Superliga china con el Qingdao Huanghai, dirigido por técnico español Juanma Lillo y en el que el central fue incluido en el once ideal de Segunda.
En enero de 2021, firma por el Wuhan Three Towns de la Superliga de China. El 31 de diciembre de 2022, lograría el título de campeón de la Superliga de China 2022.
El 1 de abril de 2023, tras dos temporadas en el Wuhan Three Towns, rescinde su contrato con el conjunto de Wuhan y días después, se compromete con el Nanjing City de la Primera Liga China.
El 22 de febrero de 2024, firma por el Chongqing Tongliang Long de la Primera Liga China.

## Clubes
| Club                       | País   | Año       |
| -------------------------- | ------ | --------- |
| UD Fuerteventura           | España | 2008-2010 |
| Lucena CF                  | España | 2010      |
| Atlético Granadilla        | España | 2010      |
| UD Pájara Playas de Jandía | España | 2010-2013 |
| Club Deportivo El Cotillo  | España | 2013-2016 |
| Changchun Yatai            | China  | 2016-2018 |
| Qingdao Huanghai           | China  | 2018-2021 |
| Wuhan Three Towns          | China  | 2021-2023 |
| Nanjing City               | China  | 2023-2024 |
| Chongqing Tongliang Long   | China  | 2024-     |